# Callopanchax
Genre
Callopanchax est un genre de poisson de la famille des Nothobranchiidae et de l'ordre des Cyprinodontiformes.

## Liste des espèces
Selon FishBase (31 juillet 2017) :
- Callopanchax huwaldi (Berkenkamp & Etzel, 1980)
- Callopanchax monroviae (Roloff & Ladiges, 1972)
- Callopanchax occidentalis (Clausen, 1966)
- Callopanchax sidibei Sonnenberg & Busch, 2010
- Callopanchax toddi (Clausen, 1966)

Selon World Register of Marine Species (31 juillet 2017) :
- Callopanchax occidentalis (Clausen, 1966)
- Callopanchax sidibei Sonnenberg & Busch, 201